# 腸骨尾骨筋
腸骨尾骨筋（ラテン語: musculus iliococcygeus）は骨盤底にある肛門挙筋を構成する筋肉である。肛門挙筋は、いくつかの部分に分けられるが、腸骨尾骨筋は恥骨尾骨筋、恥骨直腸筋と共に肛門挙筋を主に構成する3つの筋肉の一つである。 
この筋肉は、坐骨の内側と内閉塞筋膜の腱アーチの後部から起こり、尾骨と肛門尾骨靭帯で終わる。通常は薄い筋肉であるが、存在しない場合や、主に線維組織に置き換わっている場合がある。 

## 画像

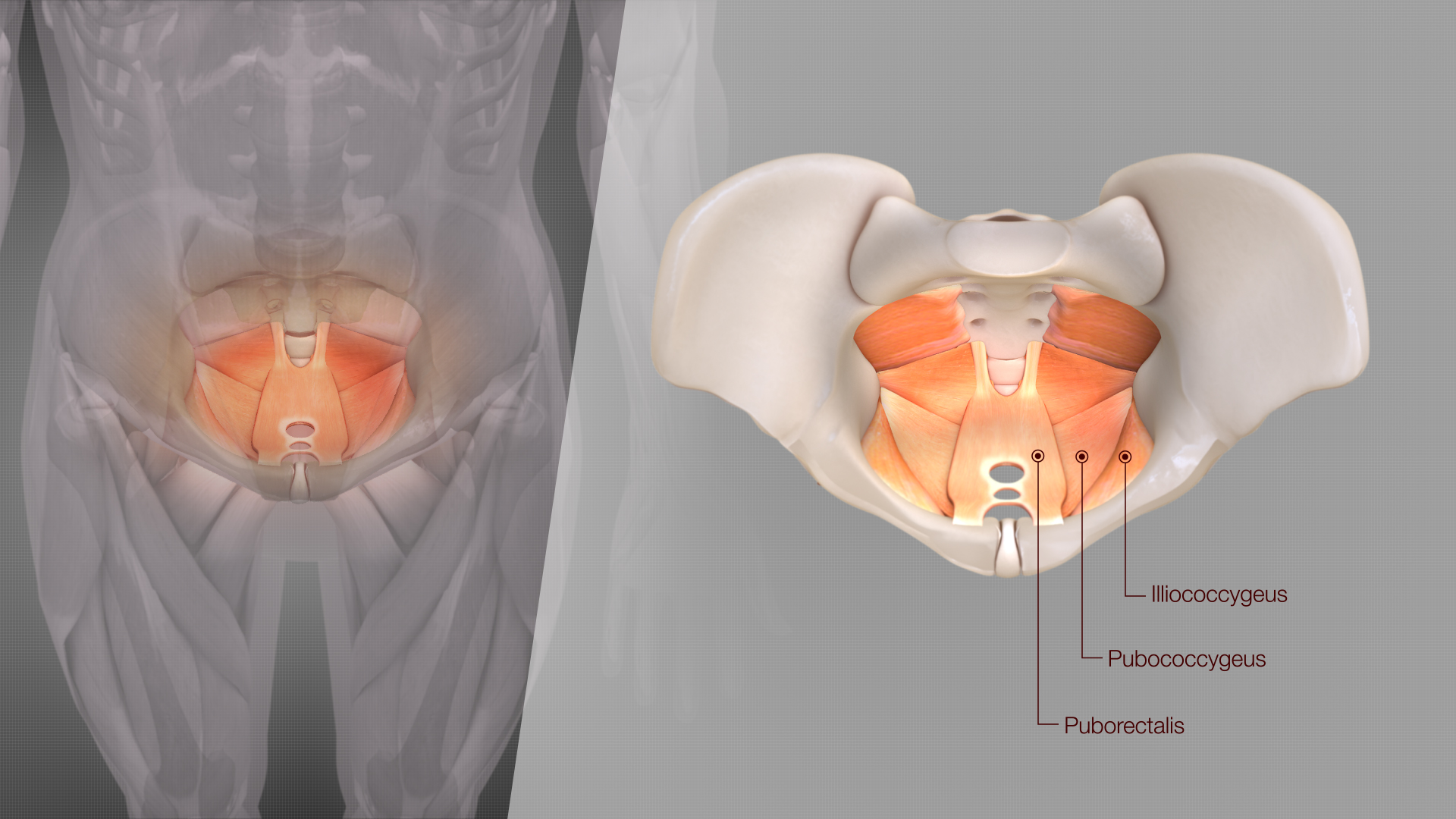
肛門挙筋を構成する主要な3つの筋肉を示すイラスト 右の図で印が付いた筋肉が内側から恥骨直腸筋、恥骨尾骨筋、腸骨尾骨筋